# Samuel Nuuyoma
Samuel Sheefeni Nuuyoma (* 17. Februar 1951 in Südwestafrika) ist ein ehemaliger namibischer Politiker der SWAPO und Diplomat. Er war von 1999 bis 2010 Gouverneur der Region Erongo, anschließend für zwei Jahre der Region Khomas und dann bis 2015 von Otjozondjupa. 
Von Januar 2016 bis 2020 war Nuuyoma Botschafter Namibias in Brasilien.

## Bildung und frühe Karriere
Nuuyoma hält Abschlüsse in Wirtschaft (1997) vom South Africa Institute of Commerce and Administration in Südafrika, ein Lehrer-Diplom (1990) des Moray House College of Education in Schottland und Lehrer-Zertifikate (1989 bzw. 1988) des Selly Oak College of Education und des Bell College aus England.
Er schloss sich 1973 der SWAPO an, war von 1977 bis 1981 Sekretär der Jugendliga SYL und anschließend bis 1984Parteisekretär im Büro in Swakopmund. Nuuyoma war SWAPO-Schatzmeister ebendort bis 1989 und Regionalverwalter der SWAPO in der Region Erongo. Von 1998 bis 1999 war Nuuyoma Bürgermeister von Swakopmund.